# Alpinska brigada Taurinense
Alpinska brigada Taurinense (izvirno italijansko Brigata Alpina "Taurinense") je lahko-pehotna brigada Italijanske kopenske vojske, ki je specializirana za gorsko bojevanje. Jedro brigade predstavljajo alpini.
Samo ime brigade (Taurinense) izhaja iz rimskega naselja Augusta Taurinorum na področju današnjega mesta Torino, kjer je brigada garnizirana. Brigada, ki je bila ustanovljena leta 1952, nadaljuje tradicijo 1. alpinske divizije »Taurinense«.

## Sestava
Trenutna
- Podporni bataljon (Torino)
- 2. alpinski polk (Cuneo)
- 3. alpinski polk (Pinerolo)
- 9. alpinski polk (L'Aquila)
- 1. alpinski artilerijski polk (Fossano)
- 32. alpinski inženirski polk (Torino)
- 1. konjeniški polk (Pinerolo)

Trenutno so skoraj vse brigadne enote nastanjene v Piemontu (dežela na severu Italije), medtem ko je 9. alpinski polk nastanjen v deželi Abruci.
Po letu 2013 bo bila brigada Taurinense (ki je v bistvu le v moči okrepljenega polka) združena s francosko 27. gorsko pehotno brigado v Francosko-italijansko gorsko pehotno brigado.

## Vodstvo
Poveljniki
- brigadni general Angelo Corrado
- brigadni general Pietro Mellano
- brigadni general Alfredo Egizj
- brigadni general Giacomo Fatuzzo
- brigadni general Edoardo Tessitore
- brigadni general Pietro Sella
- brigadni general Antonino Giglio
- brigadni general Franco Magnani
- brigadni general Giannino Annoni
- brigadni general Felice Tua
- brigadni general Renato Travers
- brigadni general Zopitantonio Liberatore
- brigadni general Riccardo Richiardi
- brigadni general Federico Gasca Queirazza
- brigadni general Luigi Poli
- brigadni general Michele Forneris
- brigadni general Carlo Perasso
- brigadni general Nevio Vianelli
- brigadni general Remo Peracchio
- brigadni general Pier Luigi Cavallari
- brigadni general Luigi Cappelletti
- polkovnik Ezio Sterpone (v.d.)
- brigadni general Licurgo Pasquali
- brigadni general Angelo Becchio
- brigadni general Ezio Sterpone
- brigadni general Aldo Varda
- brigadni general Carlo Cabigiosu
- brigadni general Luigi Fontana
- brigadni general Silvio Toth
- brigadni general Bruno Ido
- brigadni general Armando Novelli
- brigadni general Pietro Frisone
- brigadni general Biagio Abrate
- brigadni general Giorgio Cornacchione
- brigadni general Giovanni di Federico
- brigadni general Giorgio Battisti
- brigadni general Giuseppino Vaccino
- brigadni general Claudio Graziano
- brigadni general Fausto Macor
- brigadni general Federico Bonato
- brigadni general Claudio Berto